# Jewhen Konowalec

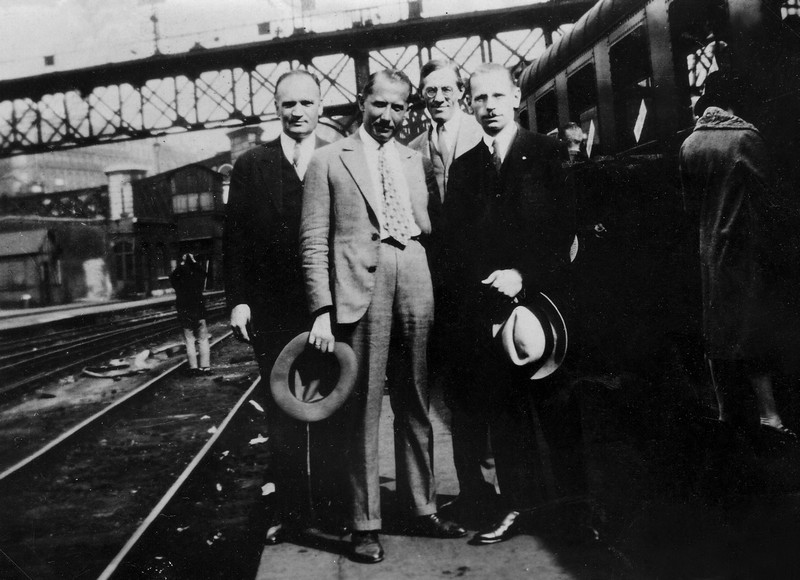
Jewhen Konowalec i Mykoła Sciborski, Paryż 1929

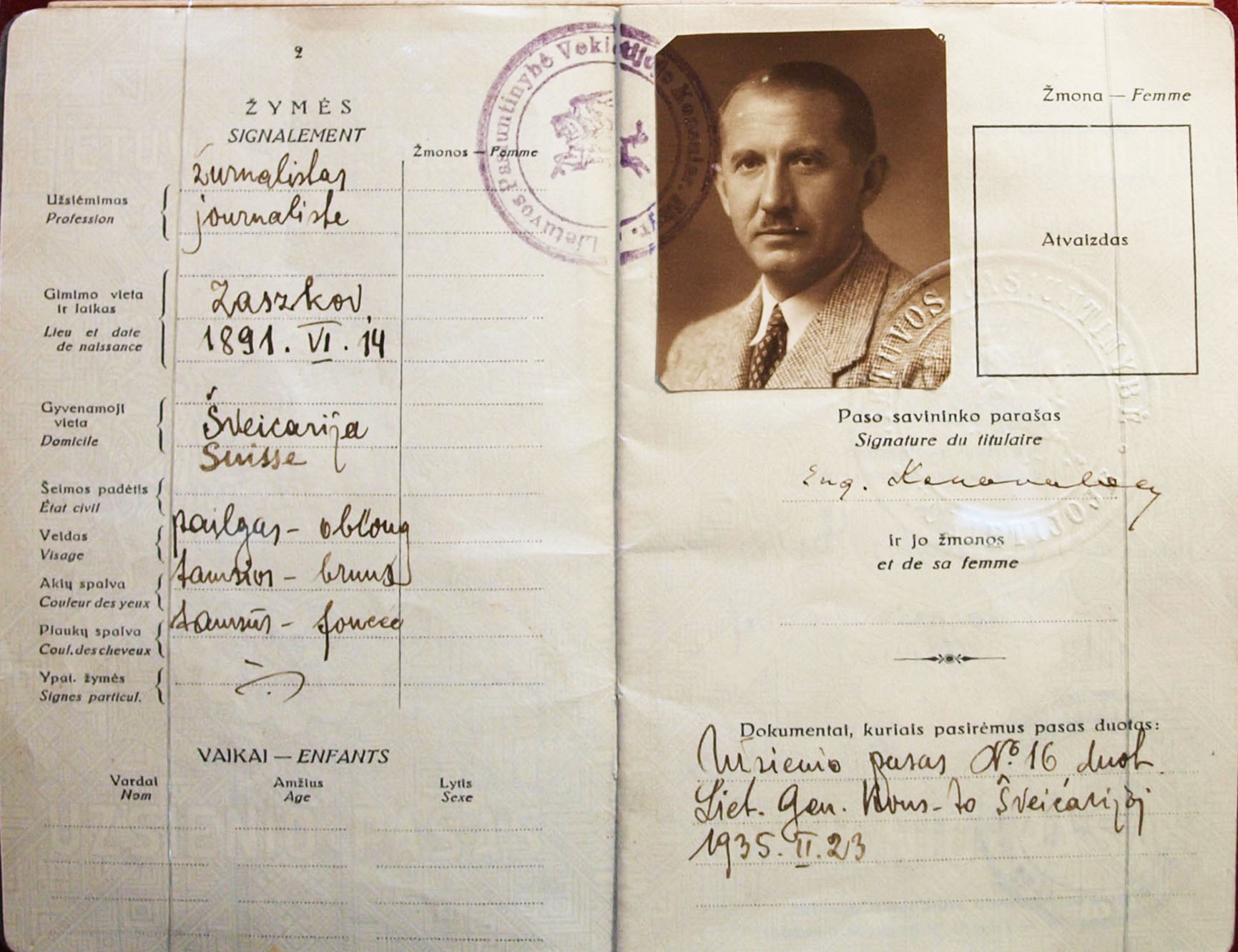
Paszport Litwy wystawiony dla Jewhena Konowalca

Jewhen Konowalec, ukr. Євген lub Евген Коновалець (ur. 14 czerwca 1891 w Zaszkowie, zm. 23 maja 1938 w Rotterdamie) – pułkownik armii Ukraińskiej Republiki Ludowej, dowódca korpusu Strzelców Siczowych (1918–1919), później ukraiński działacz nacjonalistyczny, współzałożyciel i komendant Ukraińskiej Organizacji Wojskowej (UWO), przewodniczący Organizacji Ukraińskich Nacjonalistów (OUN).

## Życiorys
W 1909 ukończył ukraińskie gimnazjum akademickie we Lwowie i wstąpił na Wydział Prawa Uniwersytetu Lwowskiego. Sekretarz „Proswity” we Lwowie, działacz ukraińskiego studenckiego ruchu narodowego, członek Ukraińskiej Partii Narodowo-Demokratycznej. Po wybuchu I wojny światowej zmobilizowany do 19 pułku Landwehry armii austro-węgierskiej, w 1915 trafił do niewoli rosyjskiej, przebywał w obozach jenieckich w rejonie Carycyna. Po rewolucji lutowej i obaleniu caratu, w sytuacji rozpadu struktur państwa rosyjskiego we wrześniu 1917 opuścił obóz i przybył do Kijowa. W październiku-listopadzie 1917, razem z Romanem Daszkewyczem sformował Galicyjsko-Bukowiński kureń Strzelców Siczowych, podporządkowany Ukraińskiej Centralnej Radzie.
W styczniu 1918 wybrany na dowódcę zreorganizowanego kurenia. W lutym 1918 uczestniczył w tłumieniu powstania bolszewickiego w Kijowie. Na początku marca 1918 Strzelcy Siczowi pod jego dowództwem, wraz z Korpusem Zaporoskim armii Ukraińskiej Republiki Ludowej i Hajdamackim Koszem Ukrainy Słobodzkiej Symona Petlury uwolnili Kijów od wojsk bolszewickich, podczas ofensywy wojsk Państw Centralnych po zawarciu traktatu pokojowego z Ukraińską Republiką Ludową.
Po przewrocie hetmańskim (28 kwietnia 1918) pułk Strzelców Siczowych został rozbrojony i rozformowany. W końcu sierpnia 1918 hetman Pawło Skoropadski zezwolił na odtworzenie w Białej Cerkwi formacji Strzelców Siczowych pod komendą Konowalca.
W listopadzie 1918 Konowalec na czele Strzelców Siczowych brał udział w powstaniu antyhetmańskim kierowanym przez Dyrektoriat, stanowiąc główną siłę powstania.  Zwycięska bitwa pod Motowyliwką (18 listopada 1918), w której Strzelcy Siczowi pod dowództwem Konowalca rozbili wojska Hetmanatu, rozstrzygnęła o klęsce Pawła Skoropadskiego i restytucji Ukraińskiej Republiki Ludowej.  Konowalec odmówił wejścia w skład Dyrektoriatu URL jako jego szósty członek i przyjęcia równoważnej generałowi rangi atamana.
W 1919 dowodził dywizją, korpusem i grupą wojsk Armii URL  w walkach z  Armią Czerwoną i  Siłami Zbrojnymi Południa Rosji  gen. Antona Denikina.  Po wydaniu 6 grudnia 1919 przez rząd URL rozkazu demobilizacji rozwiązał oddziały Strzelców Siczowych. Początkowo przebywał w polskim obozie internowanych w Łucku, wiosną 1920  został zwolniony i z pełnomocnictwami Symona Petlury  wyjechał do Czechosłowacji w celu uzyskania poparcia Ukraińców galicyjskich dla sformowania brygady Armii URL z żołnierzy Ukraińskiej Armii Halickiej (UHA) internowanych w Czechosłowacji i byłych jeńców wojennych armii austro-węgierskiej z niewoli włoskiej. Zdecydowany sprzeciw Jewhena Petruszewycza uniemożliwił realizację tego planu.
W sierpniu 1920 Konowalec uczestniczył w utworzeniu z byłych żołnierzy Strzelców Siczowych i UHA Ukraińskiej Organizacji Wojskowej (UWO).  W 1921 przybył do Lwowa i objął funkcję komendanta naczelnego UWO. W 1922 ożenił się z Olhą Fedak, córką znanego lwowskiego adwokata Stepana Fedaka. Zagrożony aresztowaniem przez władze polskie wyjechał do Czechosłowacji, dalej Niemiec, Szwajcarii i Włoch.
W latach 1920–1929 Konowalec był działaczem (od 1921 roku komendantem) Ukraińskiej Organizacji Wojskowej (UWO), której celem było początkowo organizowanie dywersji i sabotażu w b. Galicji Wschodniej, a następnie poprzez terroryzm doprowadzenie do masowej walki zbrojnej Ukraińców z Polską i ZSRR w celu powołania niepodległego państwa ukraińskiego na terenach b. Galicji Wschodniej i Wołynia. Konowalec utrzymywał stałe kontakty z reprezentantami Republiki Weimarskiej, przez którą UWO była finansowana, w tym z kolejnymi szefami niemieckiego wywiadu wojskowego (Abwehry).
Od 1929 do śmierci pełnił funkcję przewodniczącego zarządu (ukr. головa проводу) Organizacji Ukraińskich Nacjonalistów (OUN).
Zginął zamordowany w zamachu bombowym w Rotterdamie 23 maja 1938, dokonanym przez agenta NKWD Pawła Sudopłatowa, który zdobywszy wcześniej zaufanie Konowalca, wręczył mu w kawiarni bombonierkę z ładunkiem wybuchowym.

## Życie prywatne
Jego matka, Katarzyna z d. Węgrzynowska była Polką. Jego szwagrem był Andrij Melnyk (żony obu były córkami Stepana Fedaka).

## Współczesne upamiętnienie na Ukrainie
28 lutego 2011 roku rada miejska Borysławia nadała mu (obok Stepana Bandery i Romana Szuchewycza) tytuł honorowego obywatela miasta.
W związku ze 120. rocznicą urodzin Konowalca rok 2011 decyzją Lwowskiej Rady Obwodowej został ogłoszony w obwodzie lwowskim rokiem Jewhena Konowalca. Także Tarnopolska Rada Obwodowa poświęciła rok 2011 dwóm nacjonalistycznym działaczom ukraińskim: Jewhenowi Konowalcowi i Dmytrowi Klaczkiwskiemu („Kłym Sawur”) (jednemu z inicjatorów i głównych kierujących rzezią wołyńską).
We wsi Zaszków (miejscu urodzenia) istnieje muzeum poświęcone jego postaci (filia lwowskiego muzeum historycznego), natomiast w Muzeum Historycznym we Lwowie w tzw. „Dziale wyzwolenia narodowego” znajduje się jego popiersie.